# Rømskog
Rømskog – norweskie miasto i gmina leżąca w regionie Østfold.
Rømskog jest 344. norweską gminą pod względem powierzchni.

## Demografia
Według danych z roku 2005 gminę zamieszkuje 667 osób. Gęstość zaludnienia wynosi 3,64 os./km². Pod względem zaludnienia Rømskog zajmuje 423. miejsce wśród norweskich gmin.
| ludność stan na 1 stycznia 2005 |         |           |       |
|                                 | kobiety | mężczyźni | razem |
| osób                            | 342     | 325       | 667   |
| %                               | 51,27%  | 48,73%    | 100%  |

| wykształcenie stan na 1 października 2004 |        |         |        |        |
|                                           | podst. | średnie | wyższe | niezn. |
| osób                                      | 173    | 304     | 66     | 5      |
| %                                         | 31,57% | 55,47%  | 12,04% | 0,91%  |

## Edukacja
Według danych z 1 października 2004:
- liczba szkół podstawowych (norw. grunnskolar): 1
- liczba uczniów szkół podst.: 56

## Władze gminy
Według danych na rok 2011 administratorem gminy (norw. rådmann) jest Anne Kirsti Johnsen Boutera, natomiast burmistrzem (norw. ordfører, d. borgermester) jest Nils Nilssen.